# 박혜경 (성우)
박혜경은 대한민국의 성우이다. 1983년 MBC CM에 입사했으며, 현재는 MBC CM 4기이다. 문화방송 성우극회 소속.